# Ko Phayam
 (juin 2021).
Si vous disposez d'ouvrages ou d'articles de référence ou si vous connaissez des sites web de qualité traitant du thème abordé ici, merci de compléter l'article en donnant les références utiles à sa vérifiabilité et en les liant à la section « Notes et références ».
Ko Phayam - เกาะพยาม (translittération RTGS Ko Phayam) est une petite île faisant partie de la province de Ranong, en Thaïlande. Environ 500 habitants insulaires peuplent cette île d'environ 10 km de longueur et 5 km de largeur.
Ko Phayam possède des plantations d’hévéas dont l'extraction de latex est utilisé pour obtenir du caoutchouc et d’anacardiers, dont le fruit à la particularité de pousser à l'extérieur de la fleur, c'est la noix de cajou.
Jusqu'à aujourd'hui, Ko Phayam ne dispose pas d'électricité permanente, l'utilisation de générateurs, permettent le soir de pouvoir avoir accès aux premières nécessités électriques.

## Galerie

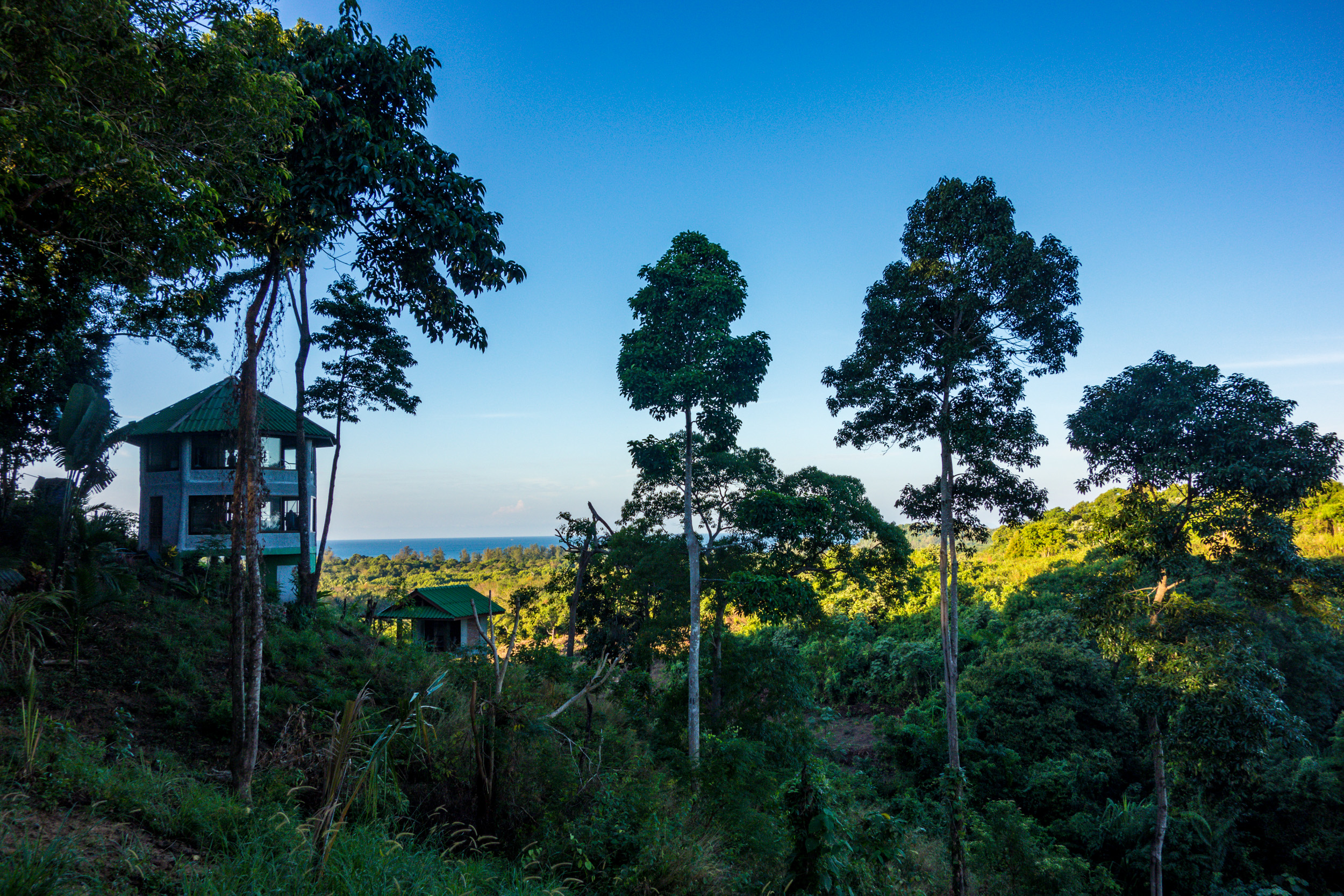
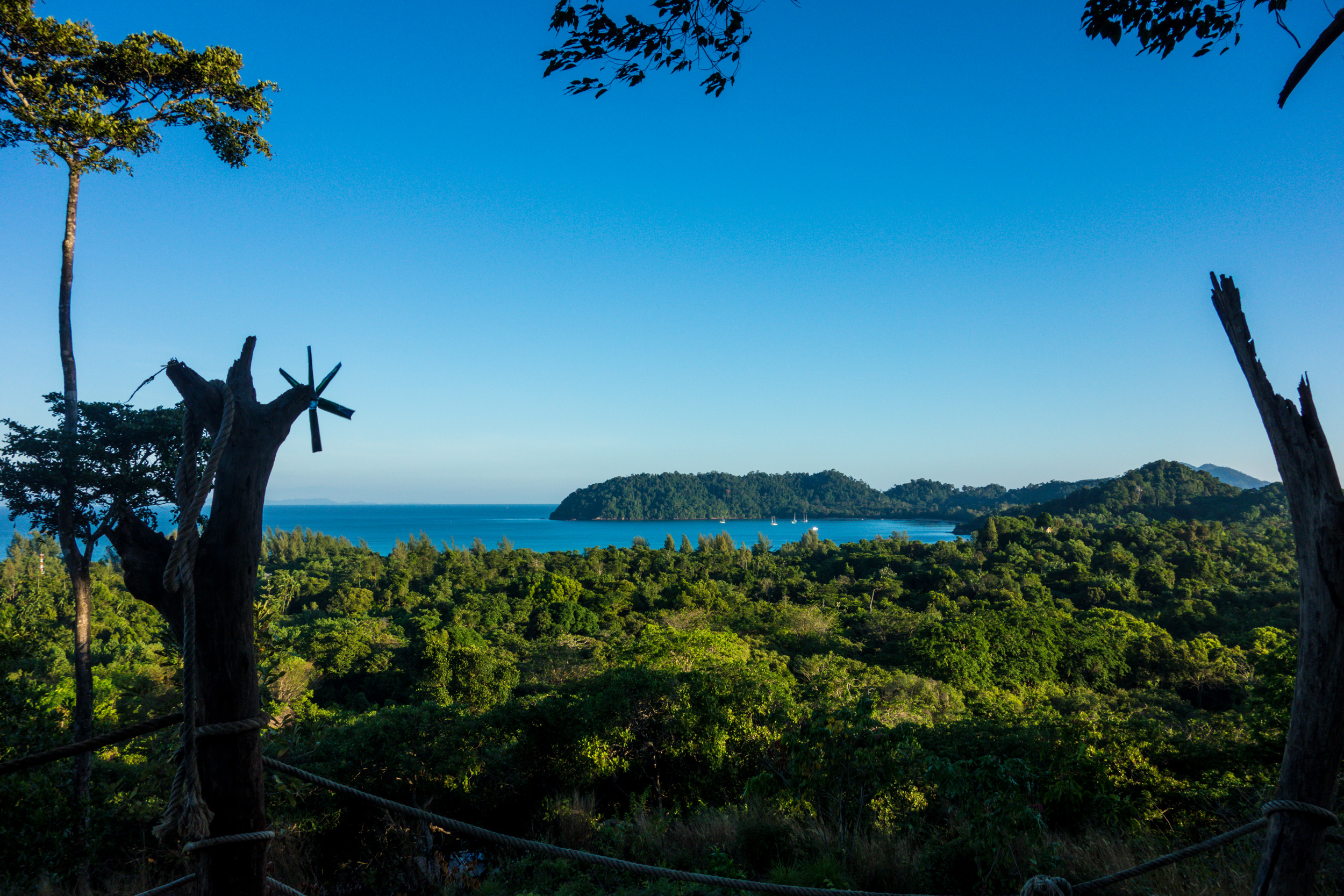
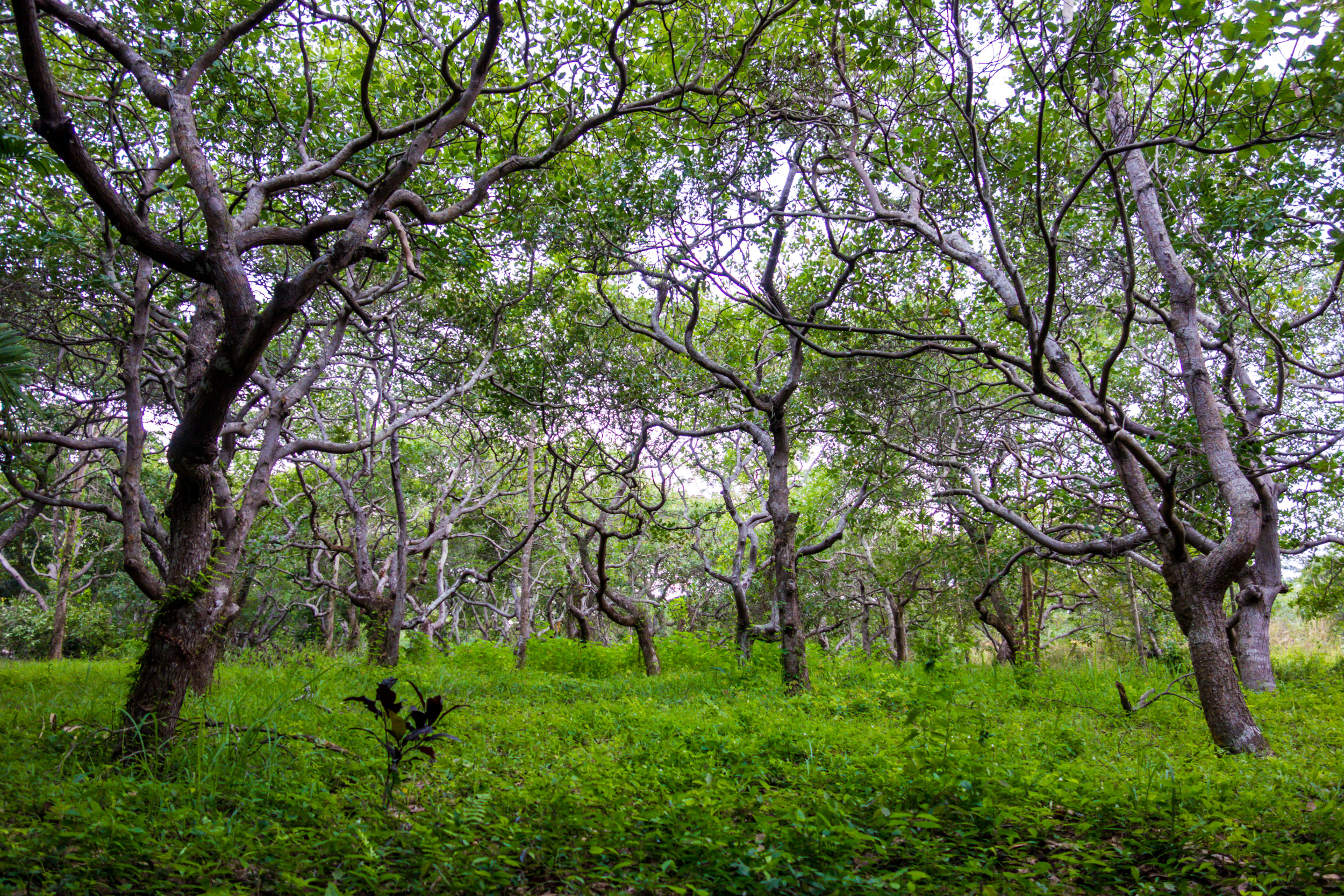
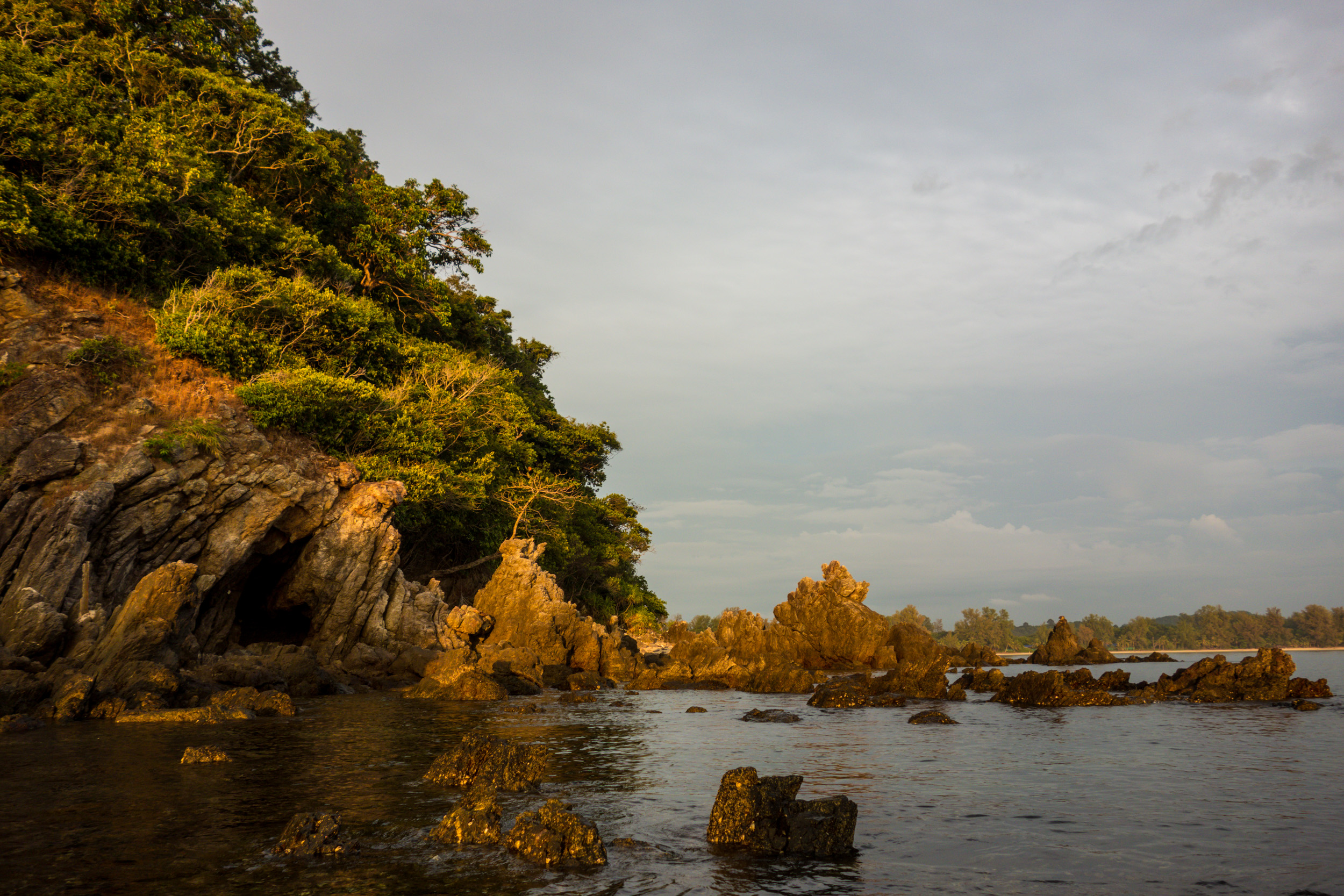